# Arsène Detry
Pour les articles homonymes, voir Detry.
Arsène Detry, né à Koekelberg le 7 novembre 1897 et mort le 29 décembre 1981 à Mons, est un peintre belge.

## Biographie

### Jeunesse
Arsène Detry appartient à une famille notable du Namurois, autrefois de Try, qui compte des branches en France et en Argentine et des personnalités comme Maximilien-François, Jules et son petit-fils un autre Jules, Chanoine du Grand-Saint-Bernard, René-François ou Marcel. Son proche environnement familial est toutefois bousculé. Fils unique d’un père exalté en rupture avec les siens, exerçant plusieurs activités avant de se fixer comme peintre décorateur, et d’une mère douce et malheureuse bien qu’énergique. L’enfance d’Arsène Detry est faite de déménagements, de séparations, de crises. Né « par hasard » à Koekelberg où ses parents sont installés, la famille déménage pour Paris alors que l'enfant a cinq ans. Si la ville lumière est pour la famille Detry plutôt celle des ténèbres, car la bonne fortune n’est pas au rendez-vous, Arsène reste à tout jamais marqué par cette expérience de vie parisienne au détour du XXe siècle. Montmartre le séduit. Il y observe ce réservoir d’artistes qui s’y produisent, et absorbe avec bonheur les richesses de la langue française . Il y apprend aussi le violon, art qu’il poursuit ensuite au Conservatoire de Mons.

### Début de carrière
Élève en 1919 de Constant Montald à l’Académie de Bruxelles, il partage les rangs du maître avec René Magritte et Paul Delvaux qui deviennent ses amis. Il s’inscrit pour tenter de décrocher le prix créé par Constant Montald, et l’obtient. Mais il écrit aussi. Notamment pour Hélianthe, revue d’art qu’il a créée avec des artistes comme Roger Van Gindertael et son épouse Mercedes Legrand, Éliane de Meuse, Michel de Goeye et Marcel-Louis Baugniet. Arsène Detry suit aussi des cours d’architecture à l’Académie de Saint-Gilles. En 1924, il est de retour pour trois ans à Paris, suit les cours d'André Lhote à Montparnasse et fréquente le café du Dôme où il rencontre Foujita.

## De l'art à la profession

### Enseignement
En 1930, il crée en Belgique un groupe artistique hennuyer, Les loups pour défendre la peinture belge et wallonne, comme le groupe Nervia. Siégeant dès 1934 comme membre du Jury central qui décerne les titres requis pour enseigner les arts plastiques, il en assume ensuite la présidence ; on lui doit le projet de réforme de l’enseignement de la couleur à l’école. 
Dès 1933, il avait entamé une carrière de professeur. Il enseigna le dessin à l'École moyenne de Pâturages, à l'École des métiers d'Hornu, à l'Athénée royal de Dour, puis à l'Ecole normale de Mons et laissa, un souvenir impérissable à ses élèves. « À partir de la fenêtre donnant sur le terril […], il nous apprenait non seulement à croquer l’essentiel, mais à découvrir le beau. Tout cela avec un humour… », se souvient notamment Robert Urbain, ancien élève de l'Athénée royal de Dour.

### Entre Art et spectacle
Au cours de sa longue carrière artistique, Detry prend part à plus de cent vingt expositions en Belgique et à l’étranger, notamment en France, au Portugal, en Hollande, Autriche, Égypte et Argentine. Il donne aussi des conférences, il est également chroniqueur pour différents journaux, et écrit sur des sujets d’art. À trois reprises de 1947 à 1949, Arsène Detry est secrétaire général-directeur artistique, après en avoir été le fondateur, d’un spectacle son et lumière à Mons, Le Jeu de Mons et du Borinage, qui tente de panser les plaies subies par la ville lors des hostilités. Il s’agit là d’une reconstitution historique grandiose, s’inspirant de la Procession du Saint-Sang à Bruges : le spectacle rassemble près de 1 500 acteurs et figurants, et 500 musiciens. Du 11 au 18 avril 1969, il participe également, à la télévision belge, à une émission Autour de René Magritte, en compagnie de Georgette et René Magritte, André Souris, Paul Delvaux et Achille Chavée. Au début des années quatre-vingt, il accorde à Yves Vasseur des entretiens qui sont diffusés dans l’émission Microclimats et synthétisés par Jacques Bourlez dans Rencontre. 

### Production artistique
Sa production de dessins, près de deux cents, et de tableaux, près de sept cents, est grande. Il a peint non seulement, et avec une atmosphère inégalée, le Hainaut industriel mais aussi Paris, Ribeauvillé, Boulogne, Sète, Collioure, Carnac, Ostende ou Saint-Hubert. 

## Récompenses
- Prix Montald (1919)
- Prix des Beaux-Arts de la ville de Mons (1928)
- prix Oleffe (1943)
- Prix Sauté (1947)
- Prix du Hainaut (1948)
- Prix Alexandre André (1969)

## Quelques œuvres
- Le Cordonnier
- Le port de Collioure
- La pointe courte
- Chiffons
- Maisons dans le Borinage
- Rivière en Hiver
- Pâturages, la petite remise
- Maison de Village
- Femme allongée
- Frameries
- Ruelle de village animé
- Rue du village de Bougnies
- Paysage industriel
- Ruelle animée